# Bucsa (Hungria)
Bucsa é um município da Hungria, situado no condado de Békés. Tem 55,82 km² de área e sua população em 2015 foi estimada em 2.179 habitantes.